# آرومتسا
آرومتسا (به لاتین: Arumetsa) یک منطقهٔ مسکونی در استونی است که در دهستان هادمیست واقع شده‌است.